# Miejska Góra (Góry Świętokrzyskie)
Miejska Góra – szczyt (426 m n.p.m.) w Paśmie Klonowskim, Gór Świętokrzyskich. Położony w Świętokrzyskim Parku Narodowym. Zbudowany z piaskowców dewońskich. Północny stok pokryty warstwą lessu z licznymi wąwozami, porośnięty lasem jodłowym, wyhodowanym przez człowieka. Na stokach południowych naturalne lasy sosnowo-dębowe.
Na północnym zboczu góry znajduje się stary kirkut z kilkudziesięcioma nagrobkami, a także orczykowy wyciąg narciarski o długości ok. 700 metrów.
Przez górę przechodzi niebieski szlak turystyczny im. E. Wołoszyna z Wąchocka do Cedzyny.